# Gare de Soulac-sur-Mer
Gare de Soulac-sur-Mer vasútállomás Franciaországban, Soulac-sur-Mer településen.

## Vasútvonalak
Az állomást az alábbi vasútvonalak érintik:
- Bordeaux-St-Louis–Pointe de Grave-vasútvonal

## Kapcsolódó állomások
A vasútállomáshoz az alábbi állomások vannak a legközelebb:
- Gare du Verdon
- Gare de Lesparre